# Глорія Коссак
Глорія Коссак (16 грудня 1941, Краків — 5 жовтня 1991) — польська художниця, поетеса.

## Життєпис
Вона була донькою художника Єжи Коссака та сестрою Симони Коссак. Також  онука відомого польського художника Войцеха Коссака, який сам був сином Юліуша Коссака, родоначальника всієї родини художників і письменників Коссаків, який був попередником польської школи батального живопису.
Глорія Коссак народилася в Кракові під час окупації Польщі нацистами. У повоєнні роки разом із матір'ю та сестрою Симоною Коссак жила в їхньому родинному маєтку — легендарній Коссаківці, збудованій у 1897 році, у столичному Кракові. Їх постійно переслідувала комуністична влада (батько Єжи Коссак помер ще до кінця сталінізму, у 1955 році). Їхній сад був конфіскований і забудований, а електроенергія відключена.
Закінчила Державну середню школу образотворчих мистецтв у Кракові. Малювала пейзажі олійною технікою і   доповнювала свою малярську роботу віршами. Її перший вернісаж (у поєднанні з декламацією її віршів) відбувся 1984 року в палаці Pod Baranami у Кракові. Окрім віршів, Коссак писав також спогади, опубліковані щоквартальником «Краків» у 1984 році. Її донька — Джоанна Коссак, також художниця.
Вона була ініціатором музею в Коссаківці, який представляв сувеніри родини Коссаків. Його відкриття відбулося 27 грудня 1971 р. У кав'ярні музею організовувалися вечори поетів-дебютантів, вернісажі молодих художників, музичні концерти, акторські презентації, а також дискусії та лекції на різні теми. Наприклад  концерт Галини Черної-Стефанської на слова Єжи Брошкевича, сольні концерти Краківського тріо, скрипальки Каї Данчовської, виступи Лідії Замков, Лешека Гердегена, Галини Миколайської. У музеї проводилися уроки літератури та історії для шкіл. Через кілька років кав'ярню закрили через погану рентабельність.
У 1988 році був написаний кіноетюд «Глорія» режисера Богуслава Домброва-Костки, присвячений Глорії Коссак.
Вона була членом Автомобільного клубу в Кракові та мала гоночну ліцензію першого класу. У 1985 році виборола перше місце на чемпіонаті Польщі в класі А-12, а в гірських гонках здобула звання віце-чемпіона Краківського району.
Похована на Раковицькому цвинтарі в Кракові.